# 세균 문

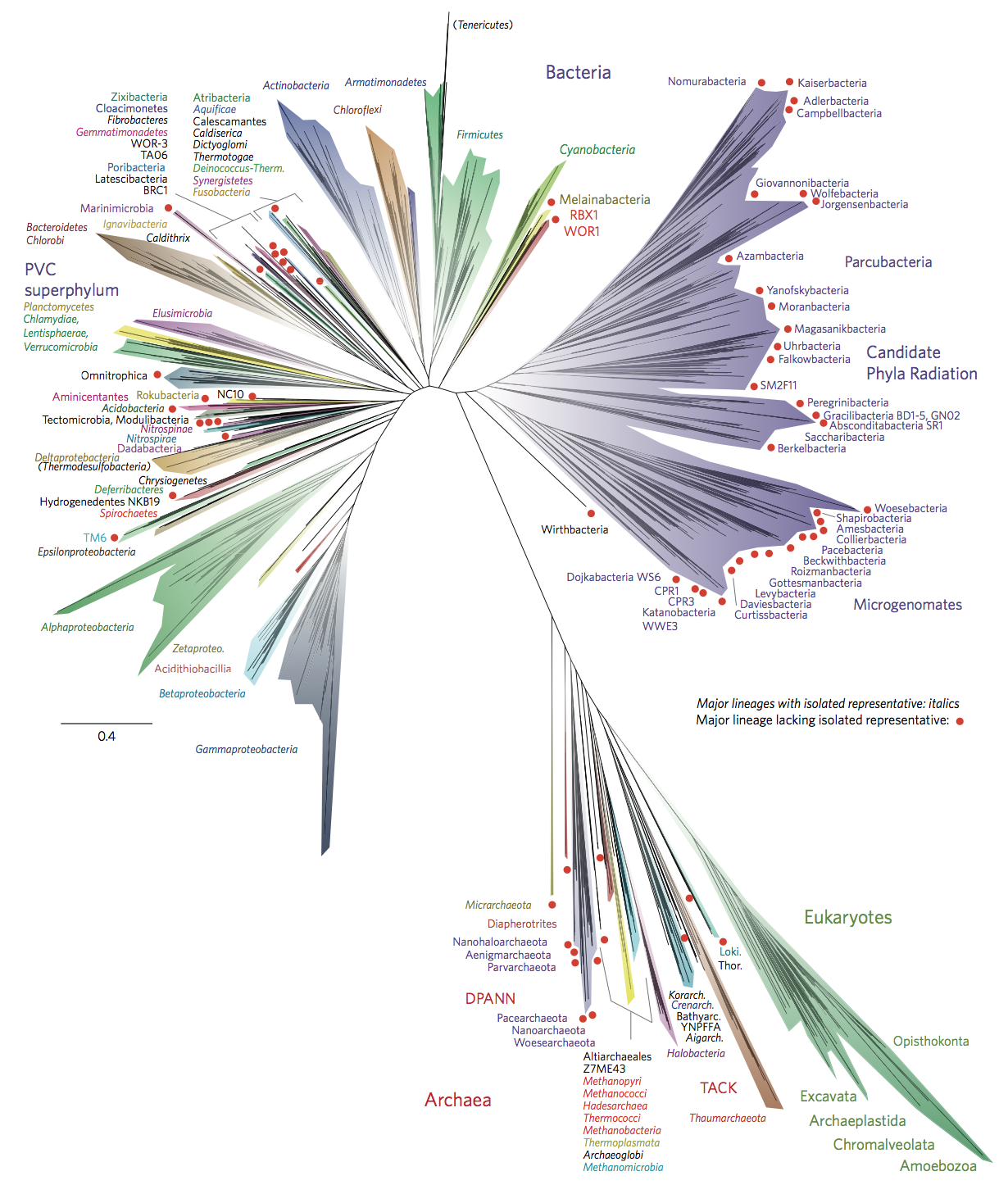
세균, 고세균, 진핵생물의 다양성을 보여주는 계통수. 주요 계통에는 임의의 색상이 지정되고 이름은 이탤릭체로 잘 특성화된 계통명과 함께 지정된다. 고립된 대표자가 없는 계통은 이탤릭체가 아닌 이름과 빨간색 점으로 강조표시된다.

세균 문(細菌門, 영어: bacterial phyla)은 세균역의 주요 계보를 형성한다. 세균의 문에 대한 정확한 정의가 논의되는 동안, 인기있는 정의는 세균의 문이 단계통군이며 16S rRNA 유전자는 다른 세균 문의 구성원과 약 75% 이하의 서열 동일성을 공유한다는 것이었다.

## 같이 보기
- 세균역
- 단계통군
- 세균 목의 목록
- 세균 속의 목록